# August Riechers

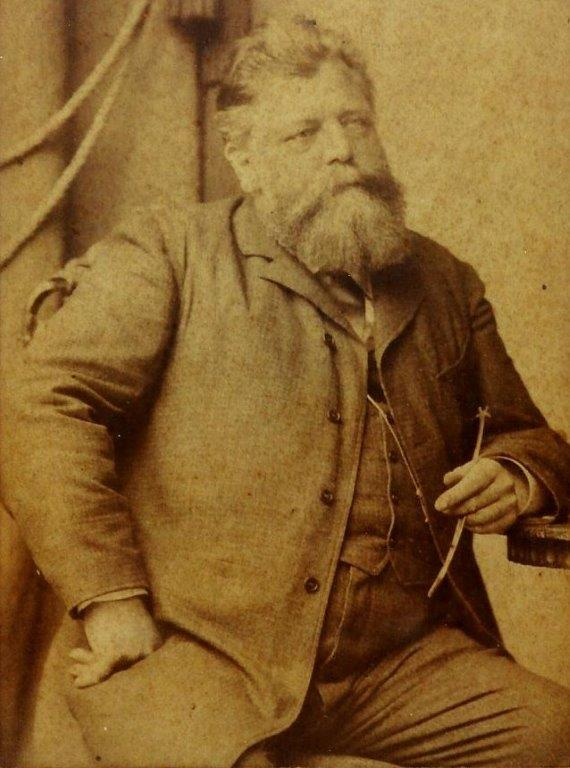
August Riechers

Karl August Heinrich Riechers (* 8. März 1836 in Hannover; † 4. Januar 1893 in Berlin) war ein deutscher Geigen- und Bogenbauer.

## Leben
August Riechers wurde am 8. März 1836 in Hannover als Sohn eines Musikers geboren. Als 13-Jähriger begann er eine Lehre bei einem Klavierfabrikanten, brach diese aber nach zwei Jahren ab, um eine Ausbildung zum Geigenbauer in Markneukirchen in der Firma von Carl Friedrich Ficker zu beginnen, die zu diesem Zeitpunkt aber bereits von dessen Sohn Carl Wilhelm August Ficker geleitet wurde. Anschließend folgte eine längere Beschäftigung als Gehilfe bei Ludwig Bausch senior in Leipzig. 1862 ließ er sich in Hannover nieder und gründete seine eigene Geigenbauwerkstatt. Auf den Wunsch seines Freundes, des Geigers Joseph Joachim, zog er 1872 nach Berlin. Er baute und betreute dort Instrumente Joachims und seiner Studenten, wie die Stradivari „King George“. Riechers starb in seiner Berliner Wohnung am 4. Januar 1893, kurz vor der Veröffentlichung seines Buchs Die Geige und ihr Bau.

## Werke
- Die Geige und ihr Bau, Franz Wunder, Göttingen 1893
  - Englische Übersetzung unter dem Titel The Violin and the Art of its Construction. A Treatise on the Stradivarius Violin, Göttingen 1895 (Digitalisat)
  - Neuausgabe von Otto Bahlmann, Schuberth 1955